# Boris Eflov
Boris Aleksandrovič Eflov (in russo Борис Александрович Ефлов?; villaggio Selišče, Oblast di Jaroslavl', 31 dicembre 1926 – Kostroma, 17 marzo 2013) è stato un pittore russo e sovietico, grafico, un maestro di paesaggi rurali.

## Biografia

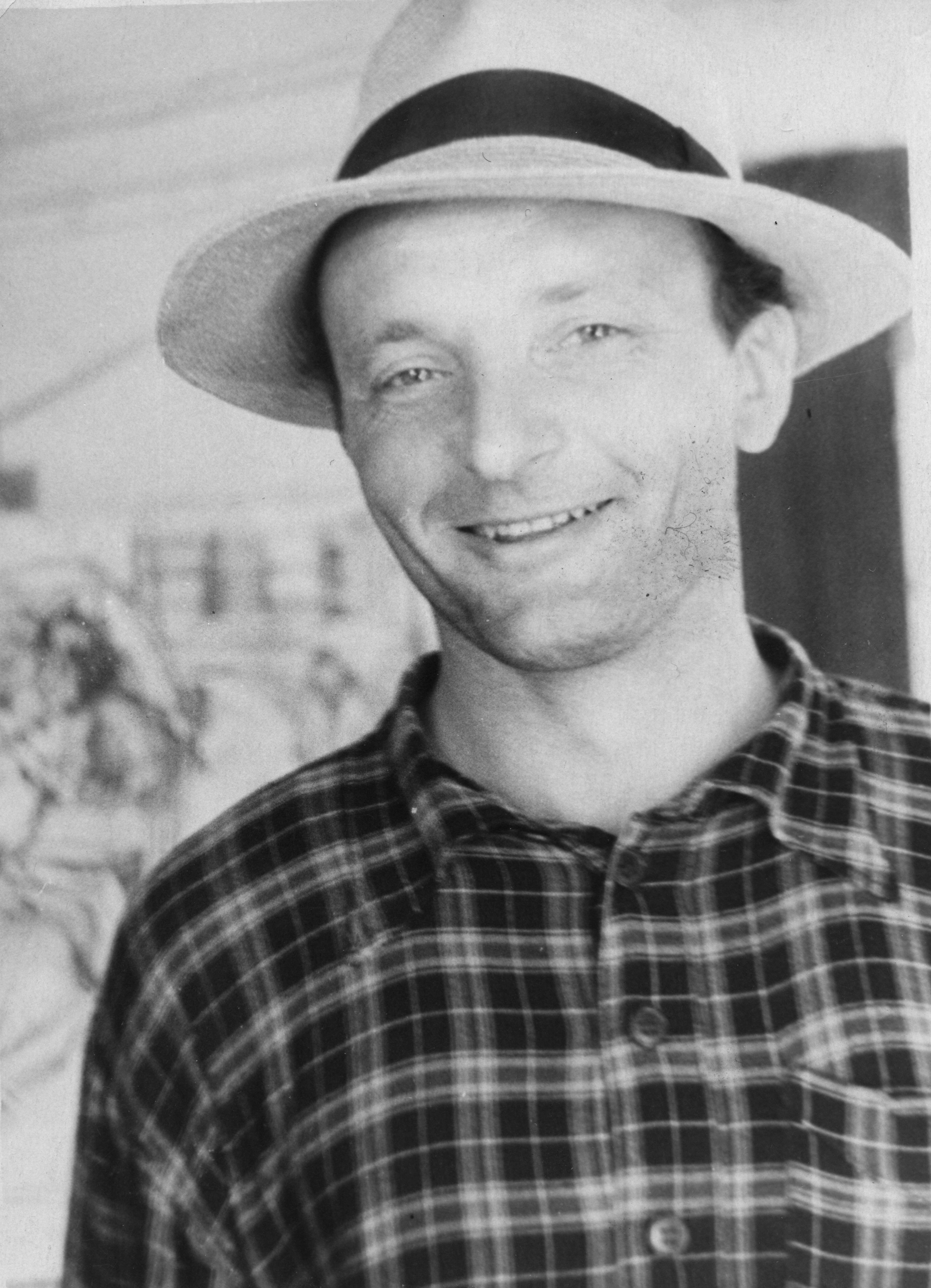
Boris Jeflov, il 1950

### Famiglia
Nacque il 31 dicembre 1926 nel villaggio Selišče, distretto Borisoglebsk, Oblast di Jaroslavl', nei pressi dell'unità militare di suo padre, Aleksandr Jeflov, ufficiale militare di carriera, mentre sua madre, Klavdia Kolcina proveniva da una ricca famiglia di contadini. Suo padre venne dapprima arrestato e qualche tempo dopo condannato a morte e fucilato nel 1938, per venire successivamente riabilitato. A causa di questi eventi la famiglia fu costretta a trasferirsi a Kostroma, a casa di amici.
Fin da bambino Boris Eflov amava disegnare, copiare varie opere classiche ed imitare artisti famosi. Poco prima di compiere diciassette anni, a causa della difficilissima situazione finanziaria della famiglia Eflov si offrì volontario per l'esercito.

### Esercito
Dopo un breve addestramento venne inviato presso l'unità operativa della Flotta del Mar Nero. Da prima lui servì sull'incrociatore di guardia Krasnyj Krym, e poi, fino аl congedo, come artigliere puntatore del cannone navale sul cacciatorpediniere Ognevoj. Durante alcuni brevi congedi frequentò i corsi di disegno nello studio d'arte a Sebastopoli. I disegni sopravvissuti dell’epoca furono esposti presso mostre d’arte tematiche.

### Kostroma

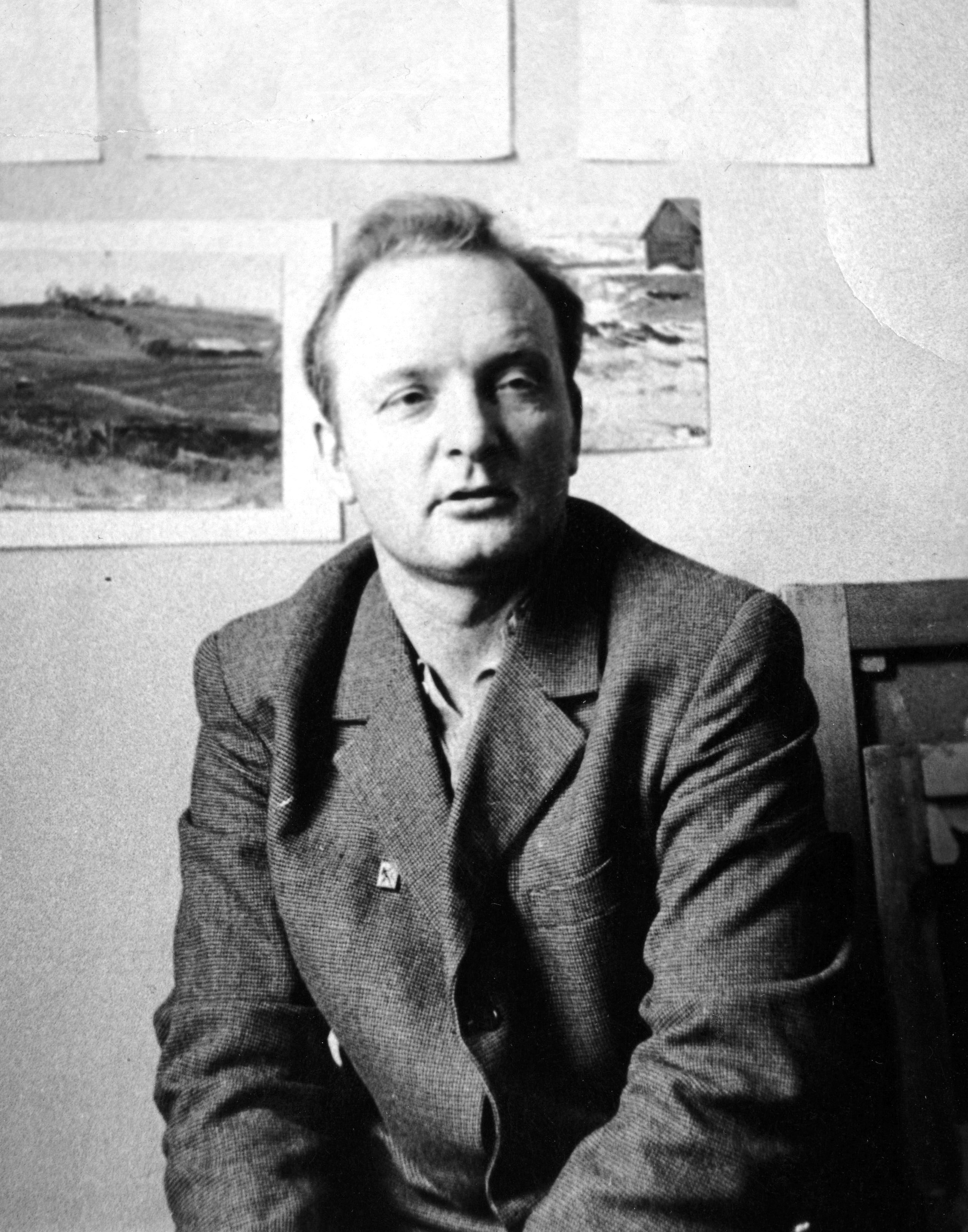
Nella Fondazione Artistica, il 1966

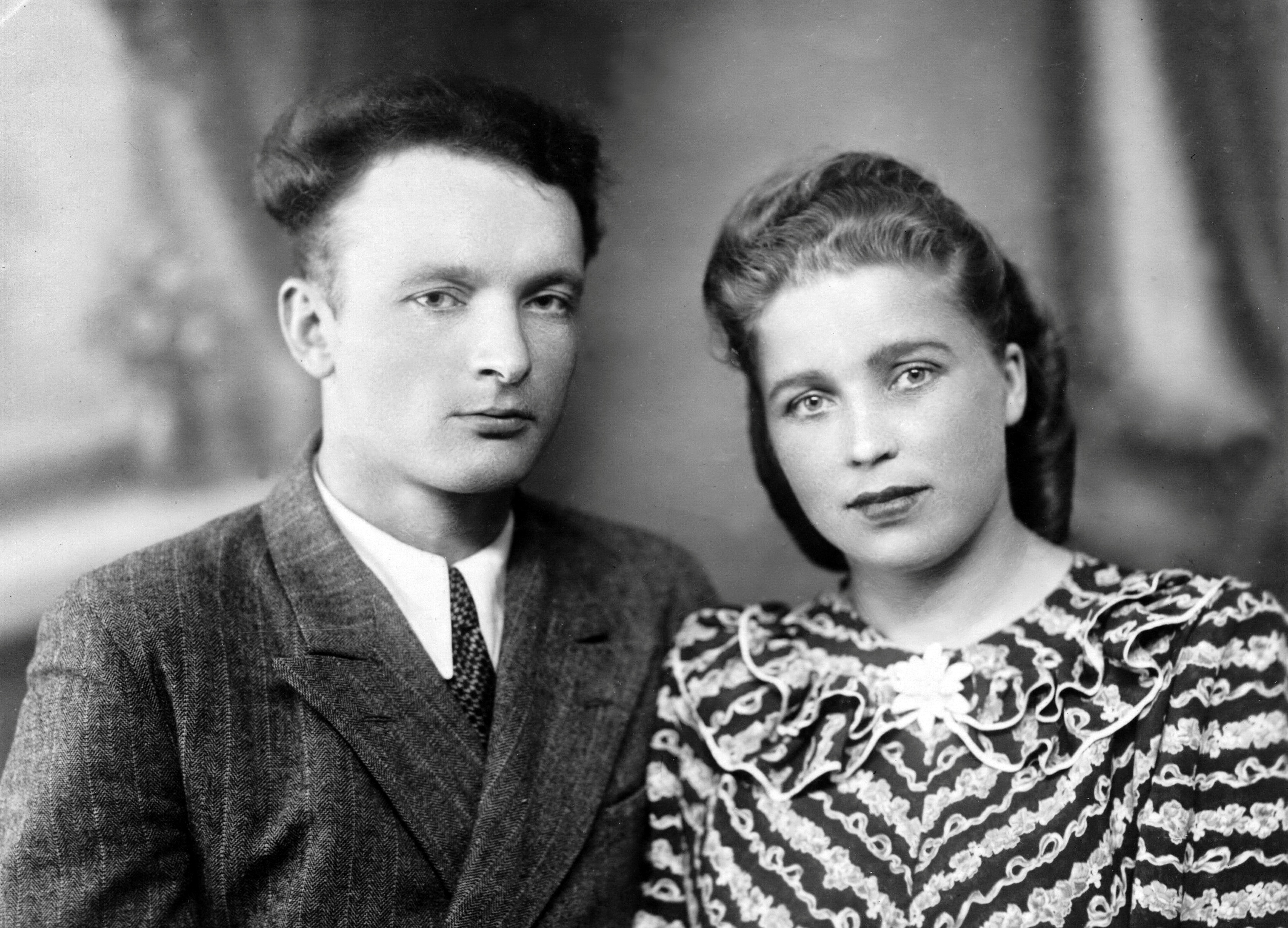
Prima del matrimonio nel 1950

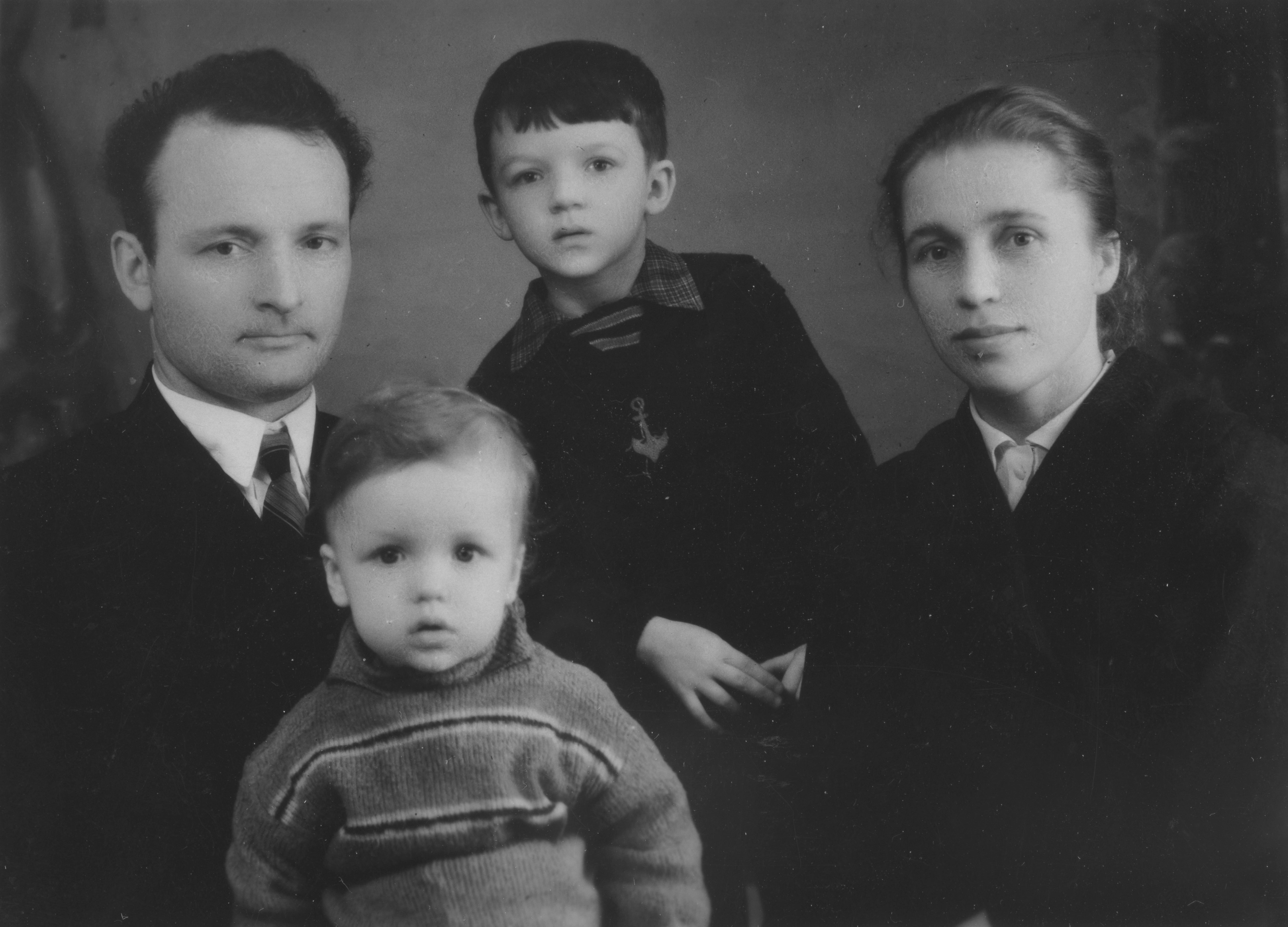
La famiglia Jeflov nel 1961

Nel 1951, ritornato nella città natale, lavorò presso il teatro dei burattini di Kostroma come arredatore progettista.
Nel 1952, si sposò con Valentina Anisimova (Jeflova). Da questo matrimonio nacquero due figli, Vladimir (1955) e Aleksandr (1959), che si dedicarono ad attività scientifiche e didattiche. 
Dal 1953 al 1958 studiò presso la scuola di belle arti a Kostroma. In seguito, prima del pensionamento, lavorò negli studi della fondazione artistica di Russia. Boris, pittore per vocazione e professione, ricercava sempre l’ispirazione dipingendo all’aria aperta, non perdeva mai l'opportunità di immergersi nella natura della sua terra natale, disegnando numerosi schizzi che in seguito gli consentirono, nel silenzio del suo studio, di creare quadri unici dal colore vivo e contenuti profondi come: Estate di San Martino, Foglie Cadute, Sul fiume, sul fiume...
I suoi viaggi nella zona di Vologda, nella piccola città di Kirillov, ispirarono alcuni dei famosi acquerelli del pittore: La torre d'angolo, La strada alla chiesa, La Porta Santa.
Durante la sua visita di Severomorsk fu inebriato dalla magica bellezza del Nord che non lo lasciava mai. L’attrazione magica del Nord lo condusse in Carelia. Qui visitò più di una volta la regione, e, grazie alle impressioni ricevute, qui creò alcune delle sue opere principali, tra cui , Carèlia e Pietre di Carèlia.
Dal 1957 prese parte a numerose mostre, molte delle quali erano personali. Morì il 17 marzo 2013 a 86 anni a Kostroma e fu sepolto nel villaggio di Illjinskoje presso Kostroma.

## Galleria d'immagini

### Opere principali

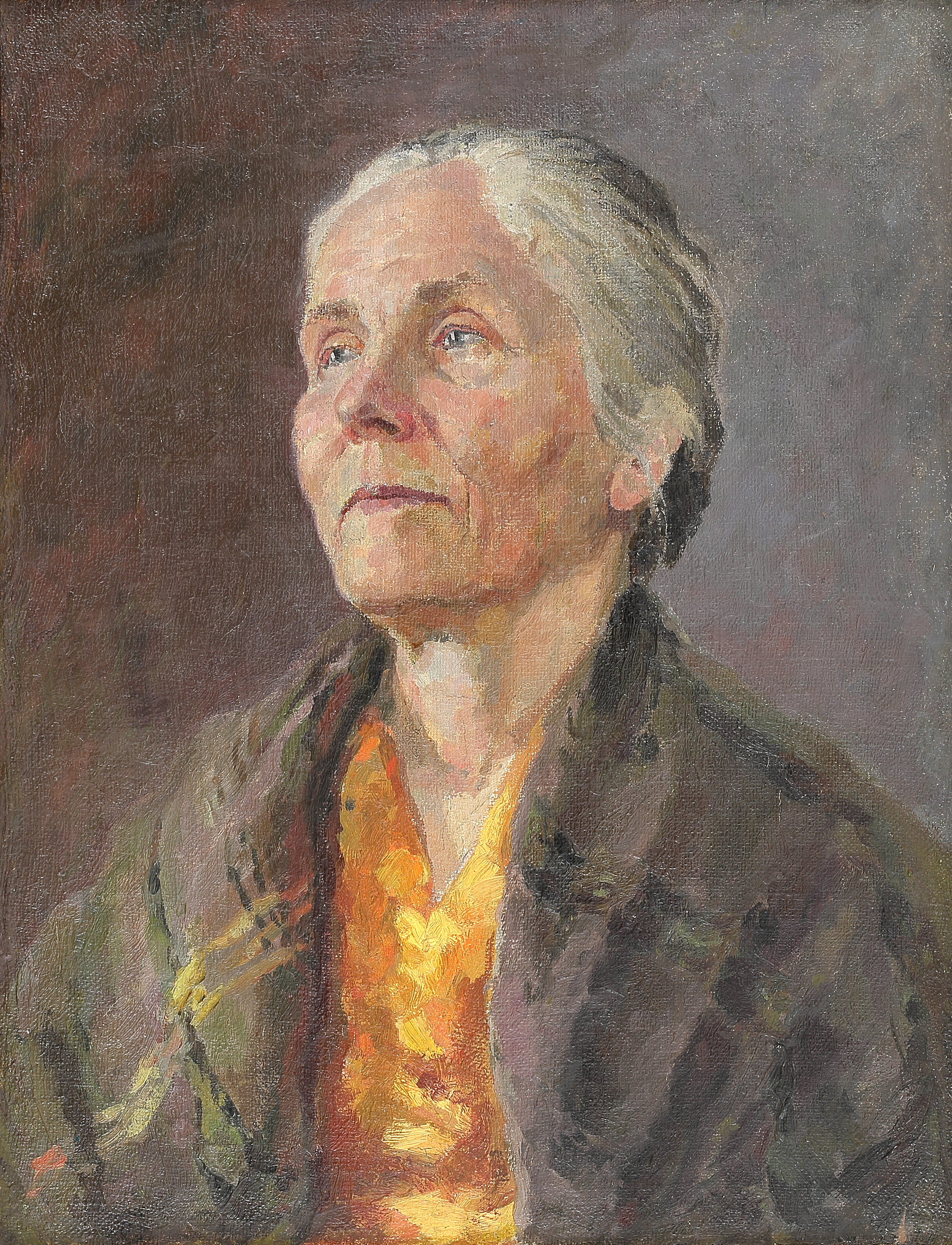
Mamma, 1957
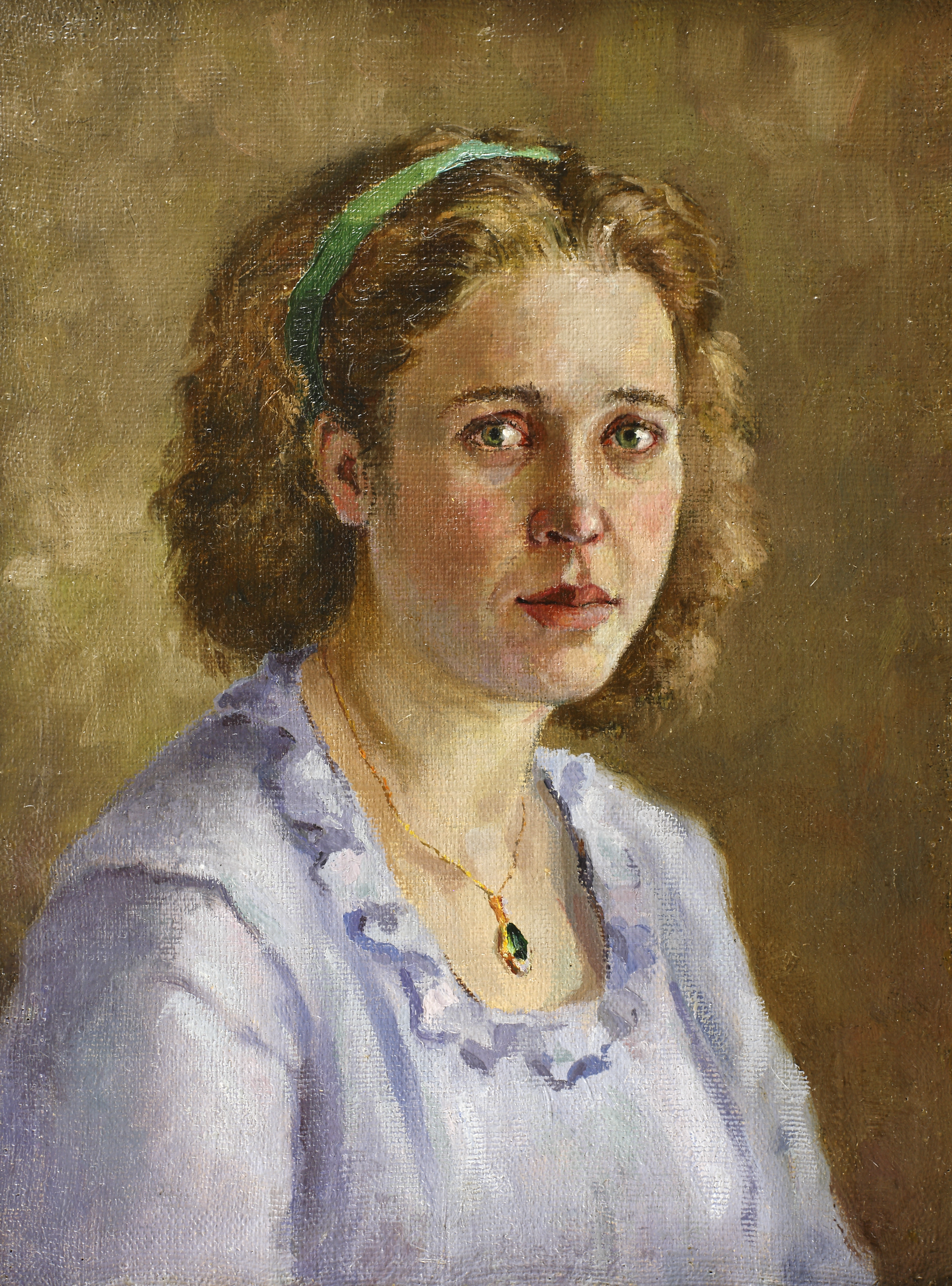
Valentina, 1957
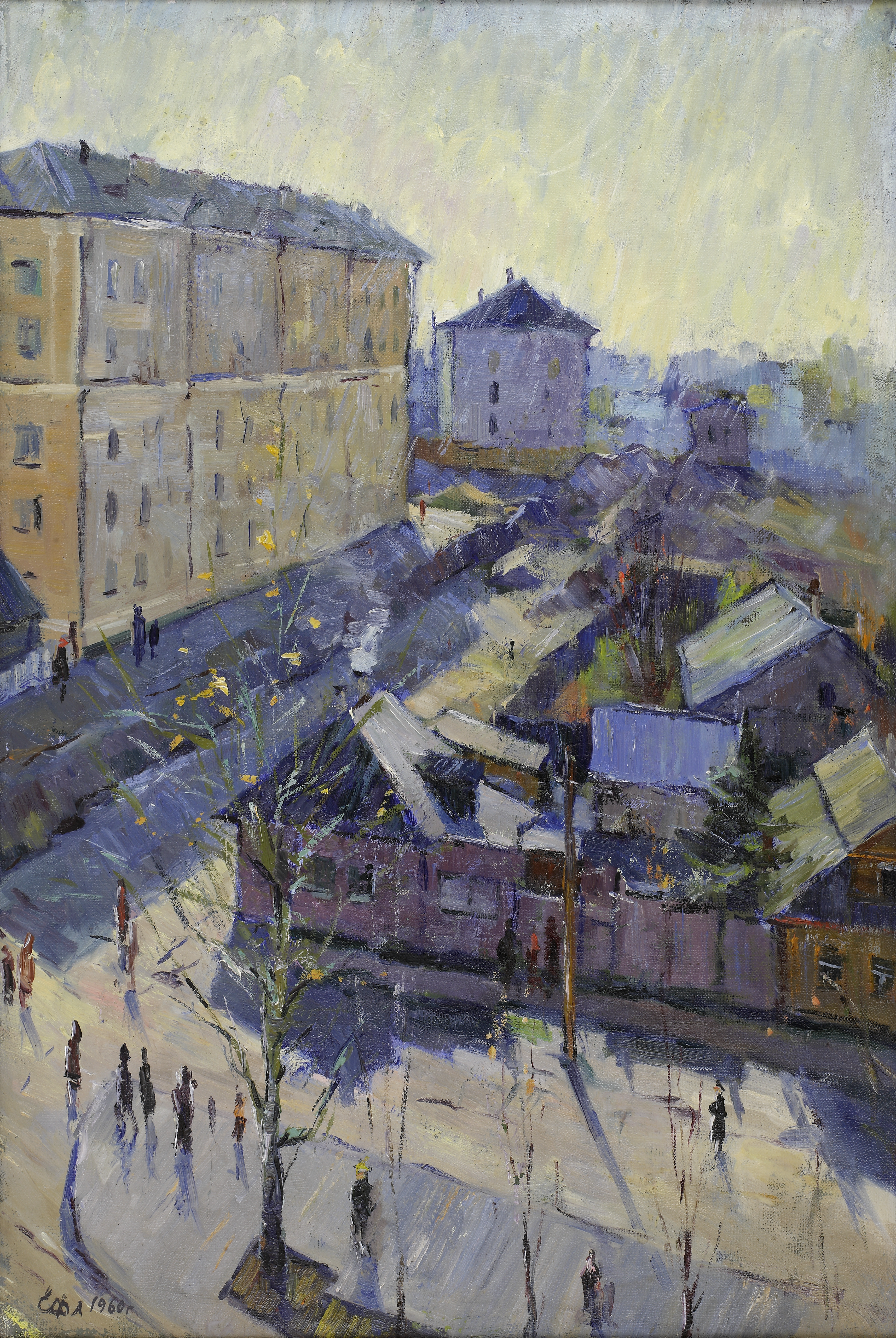
La zona della stazione ferroviaria, 1960
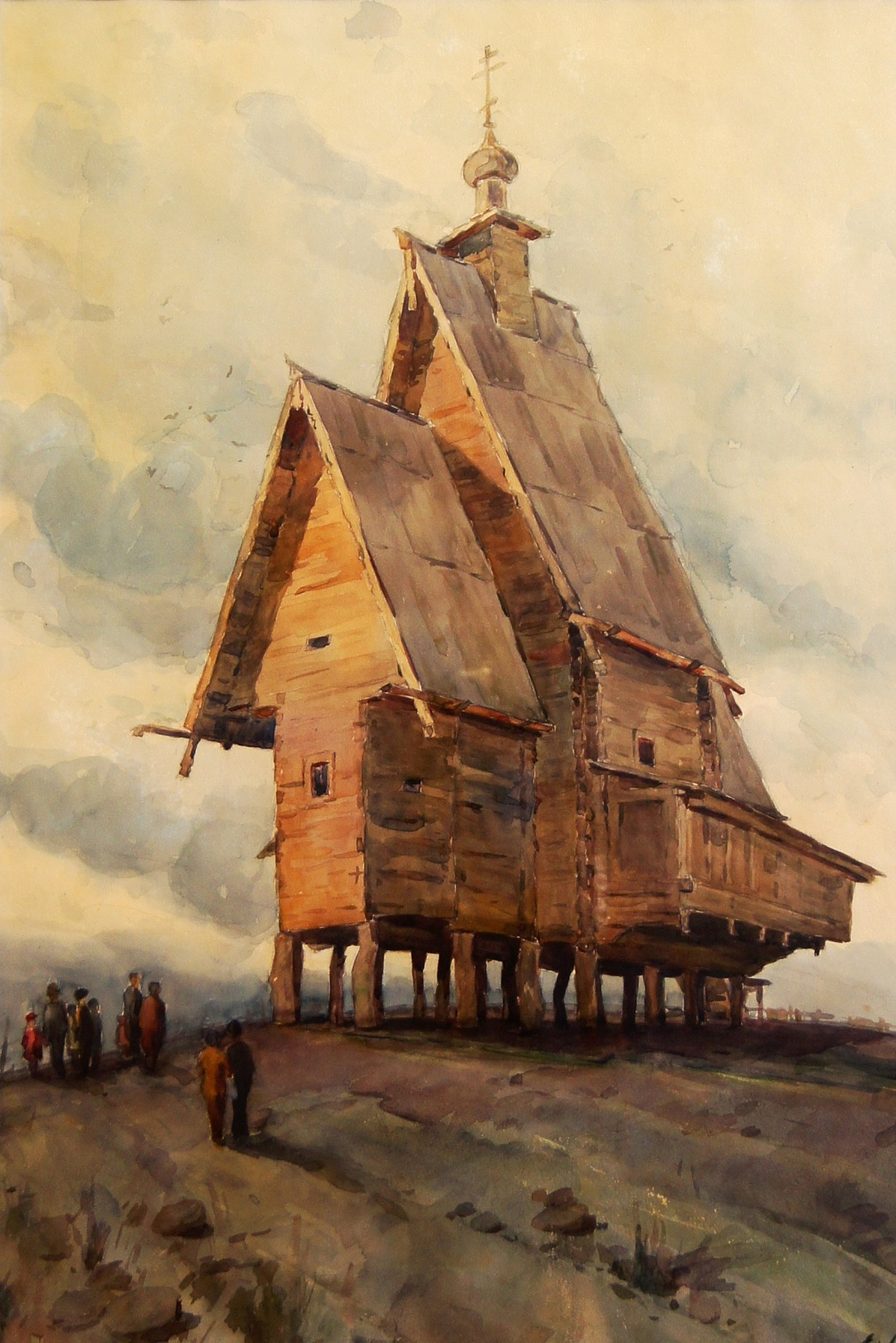
La chiesa nell villaggio Spas-Veži, 1966
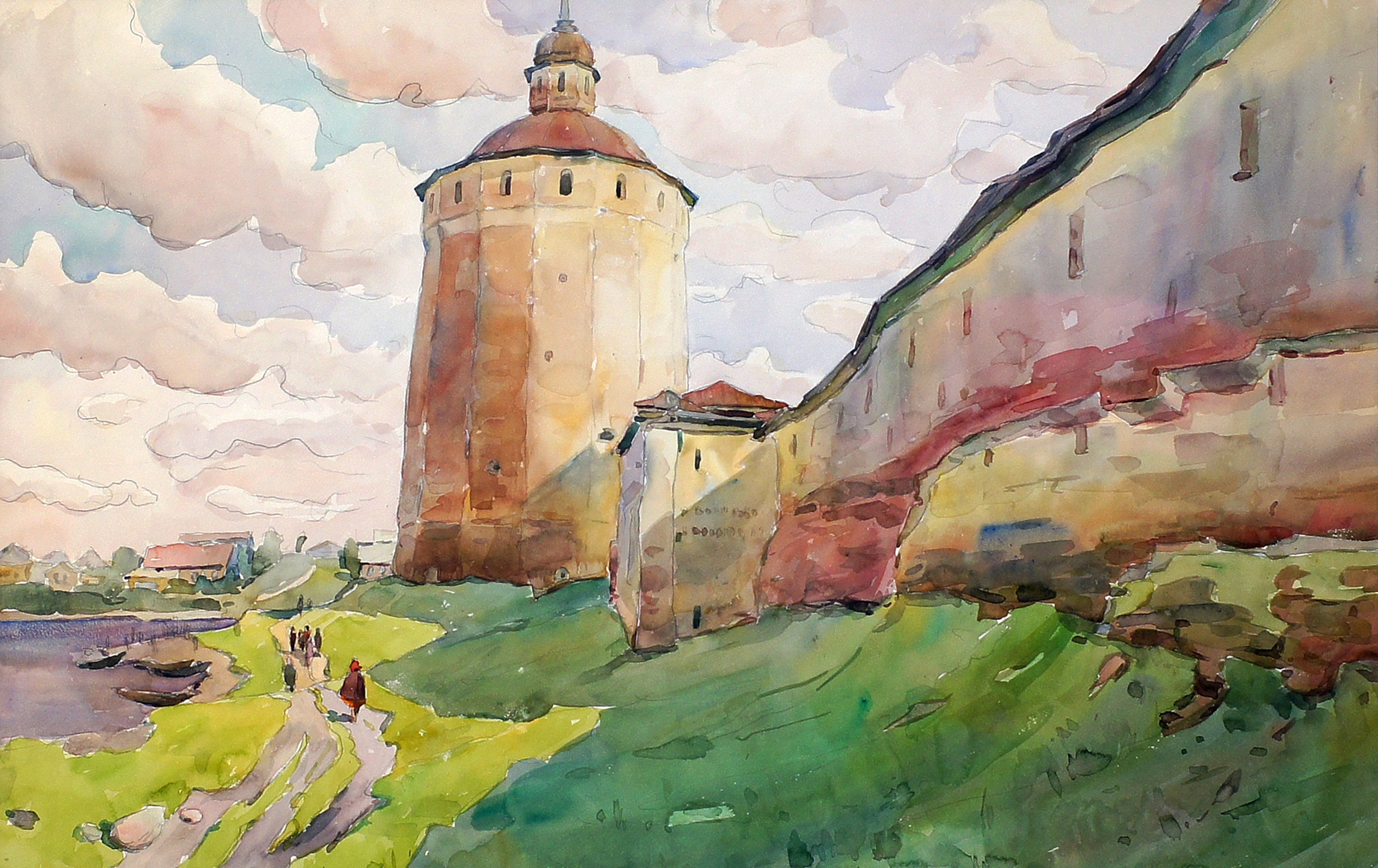
La torre d’angolo, 1967
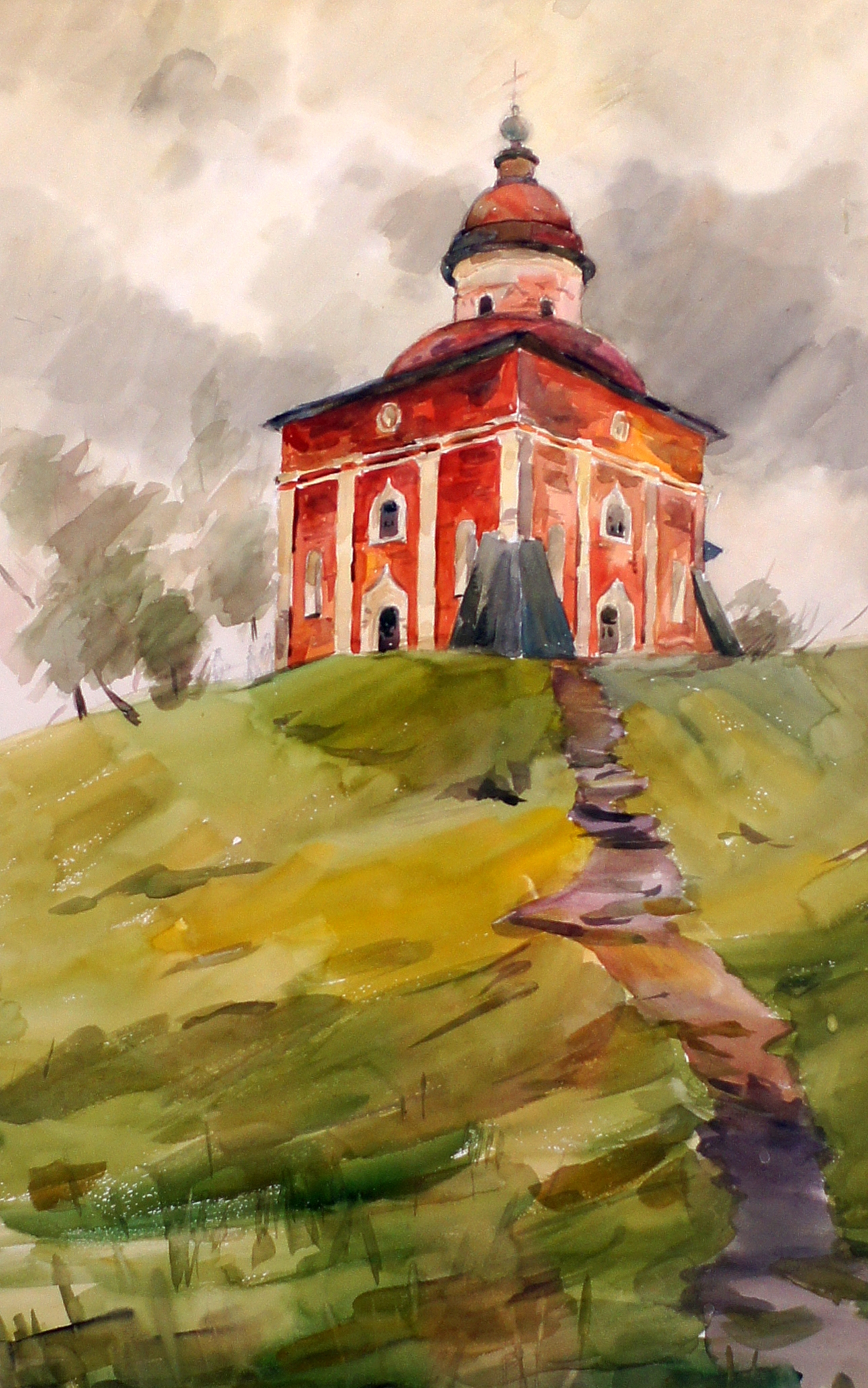
La strada alla chiesa, 1968
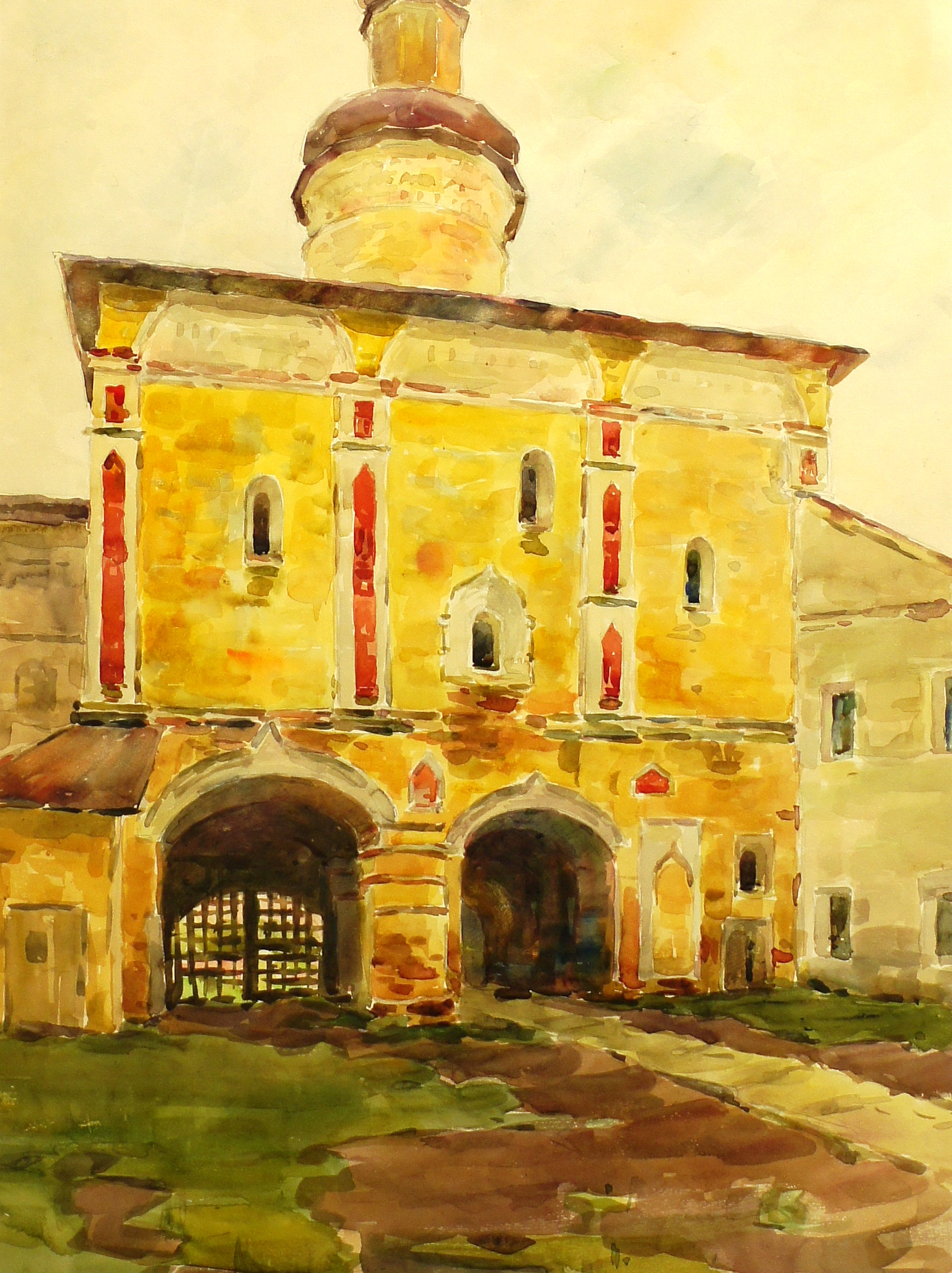
La Porta Santa, 1968
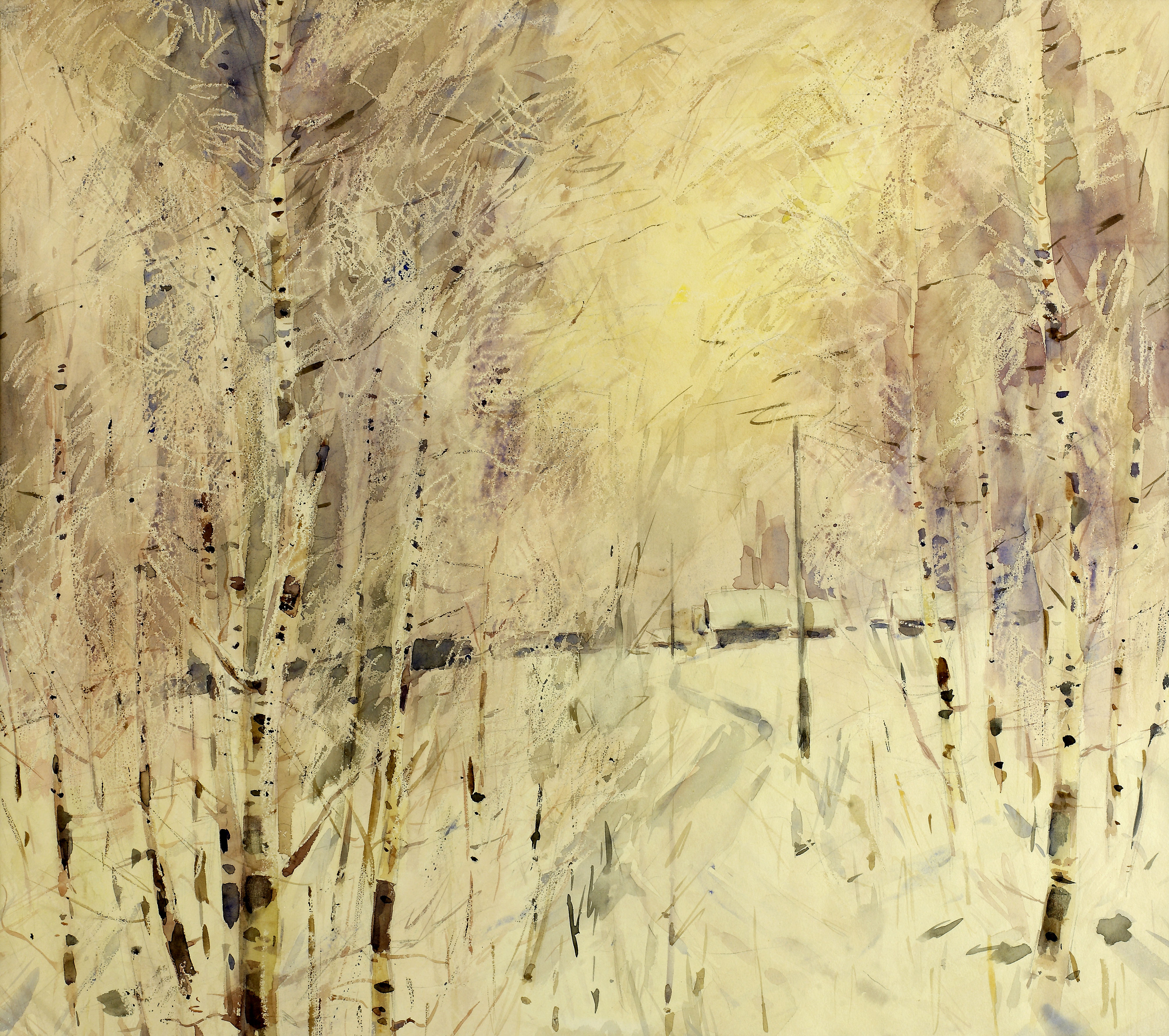
Gelo e sole, 1971
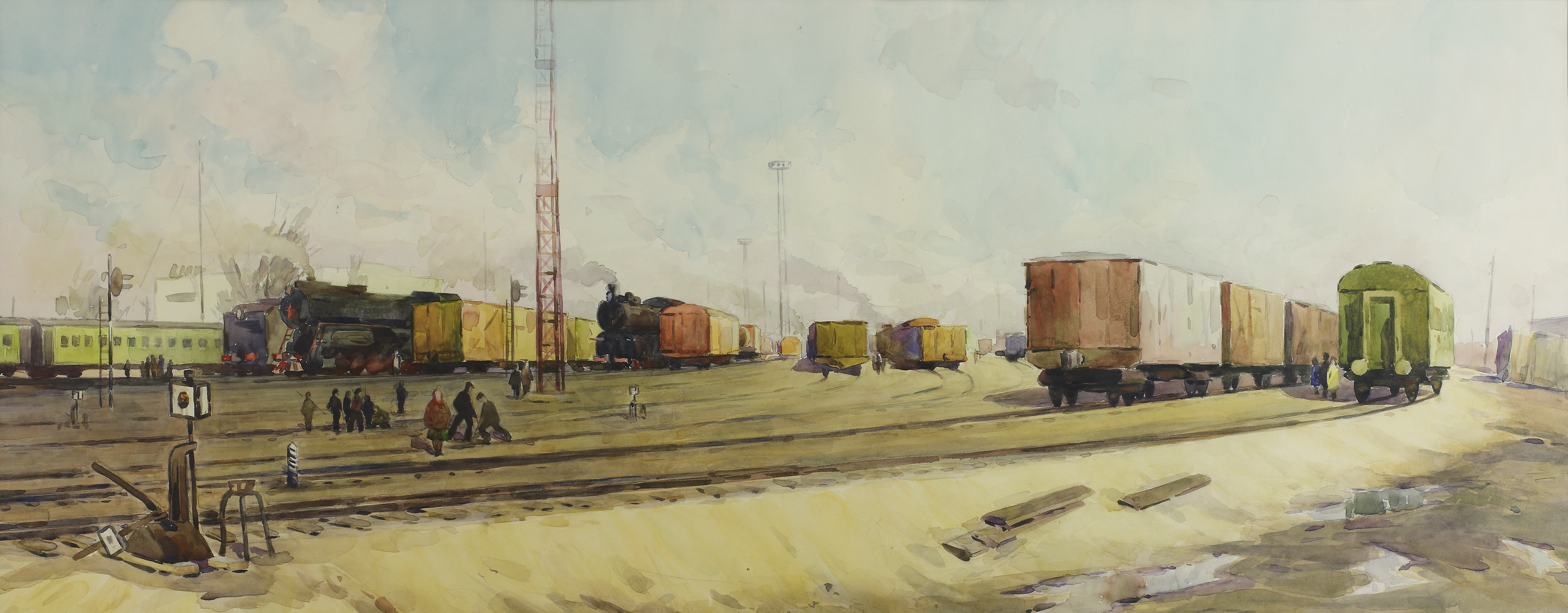
Stazione ferroviaria, 1972
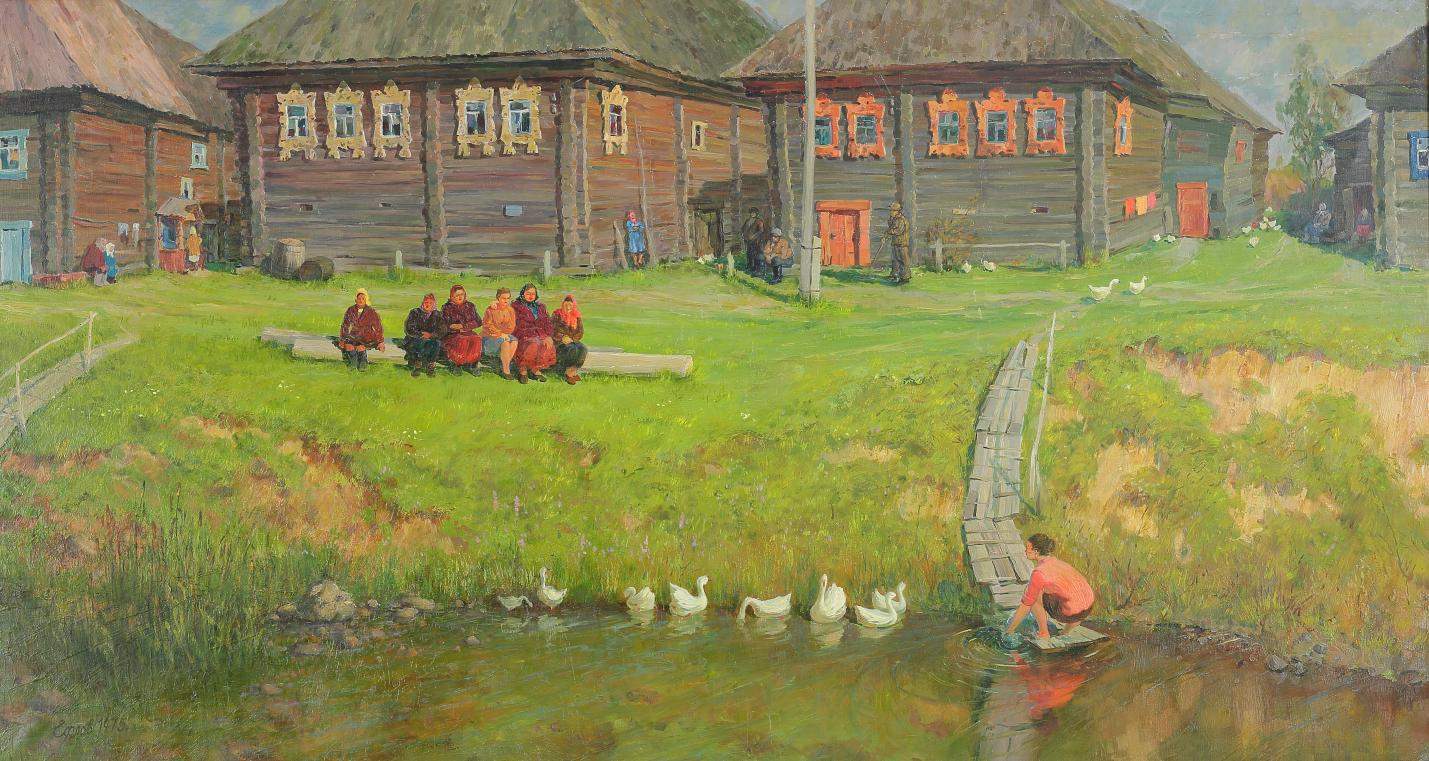
Sul fiume, sul fiume... 1975
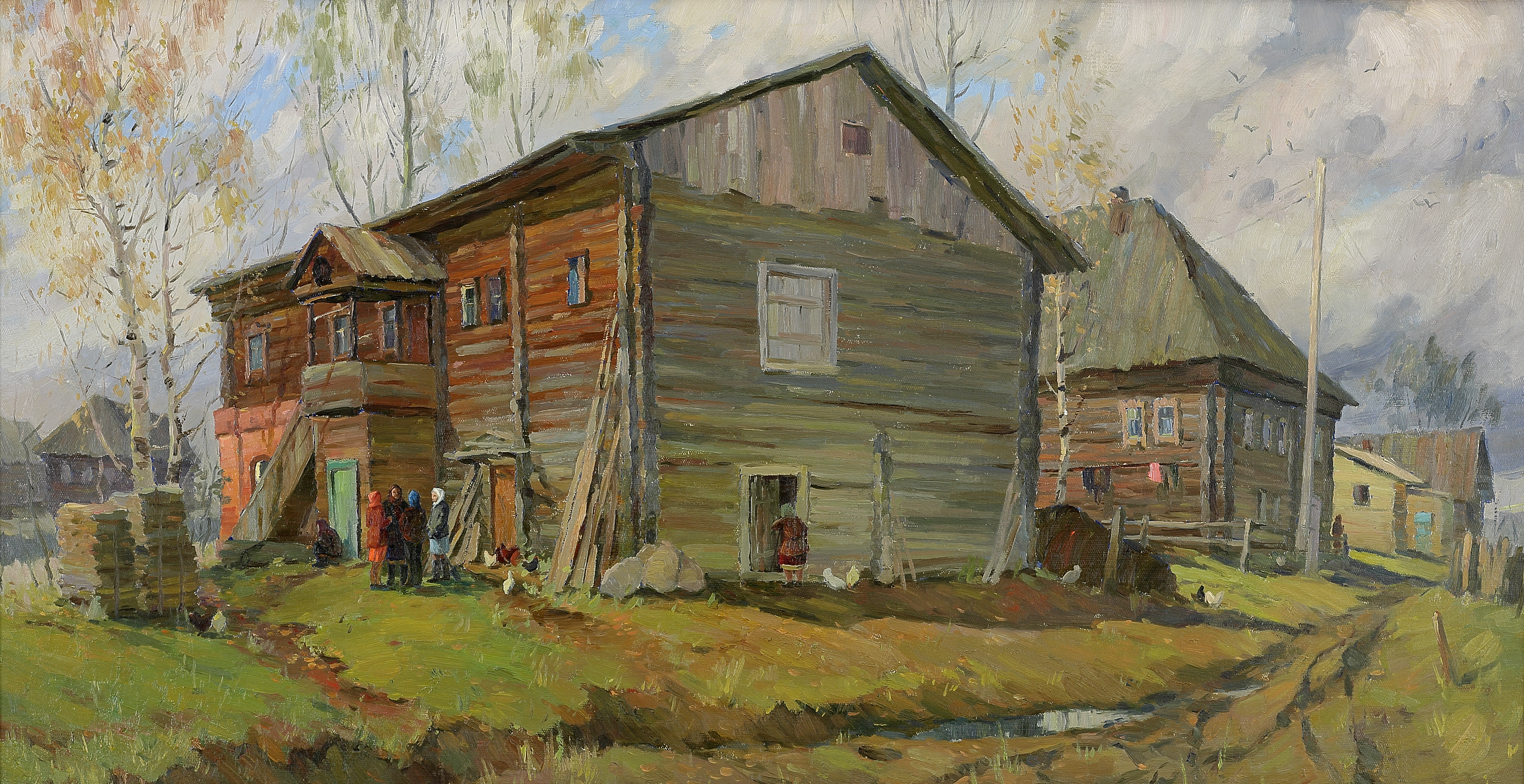
Ottobre in campagna, 1978
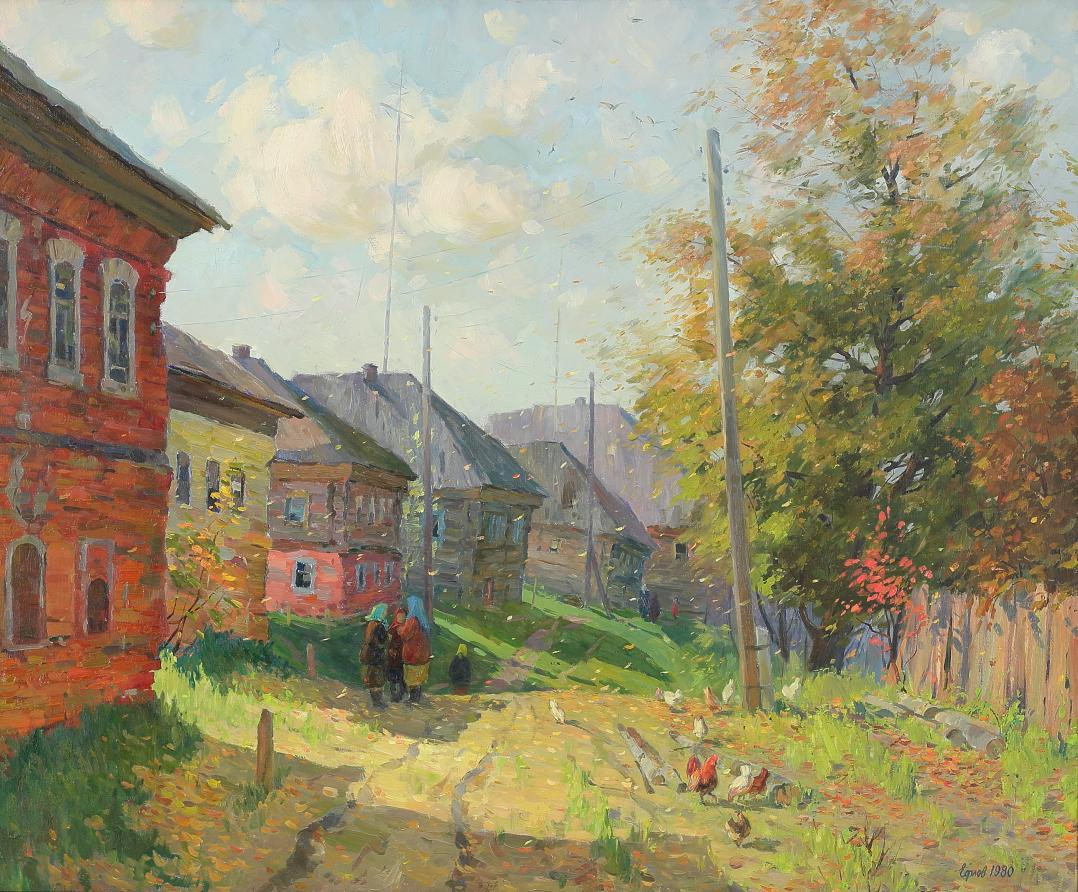
Foglie cadute, 1982
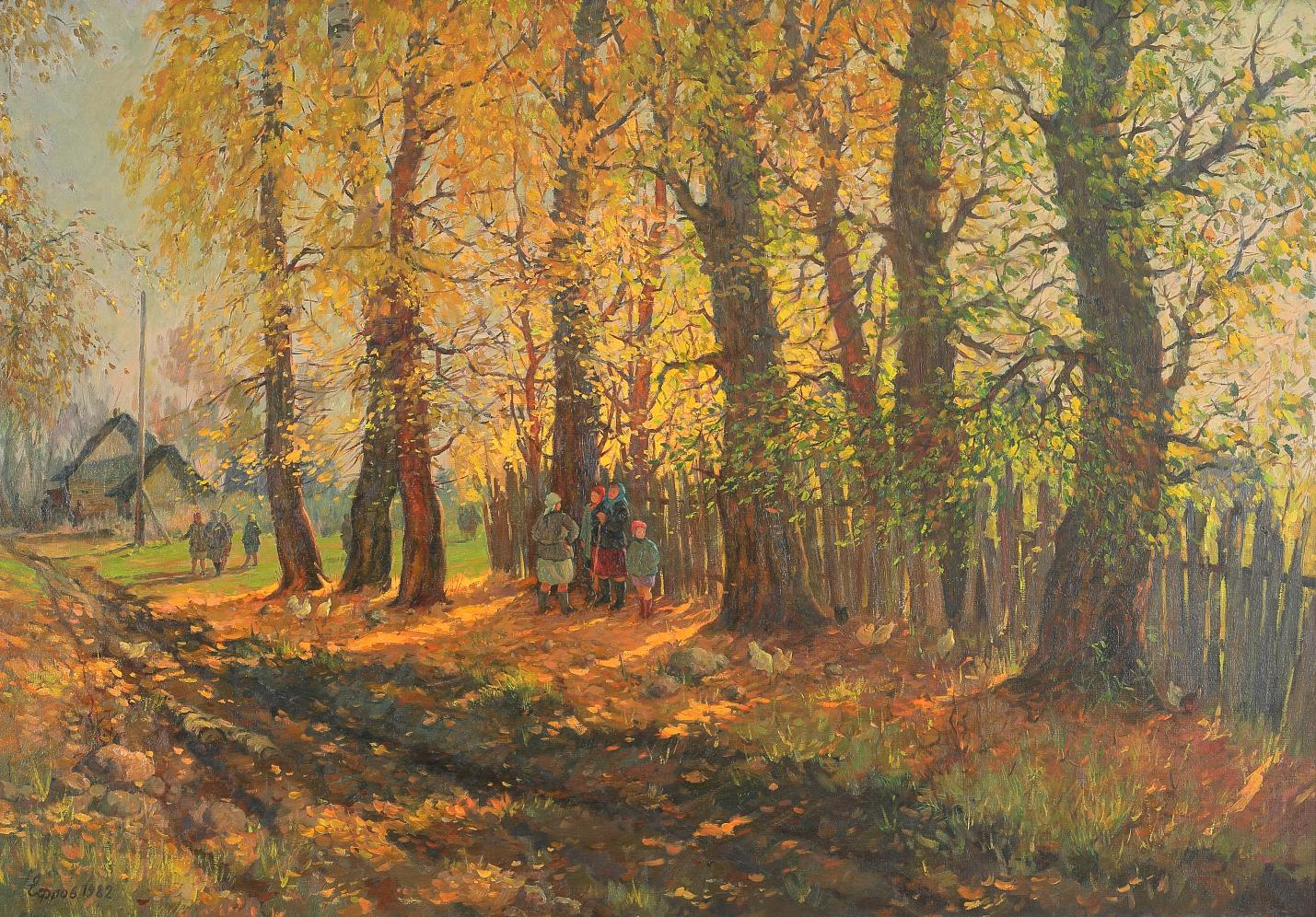
Estate di San Martino, 1982
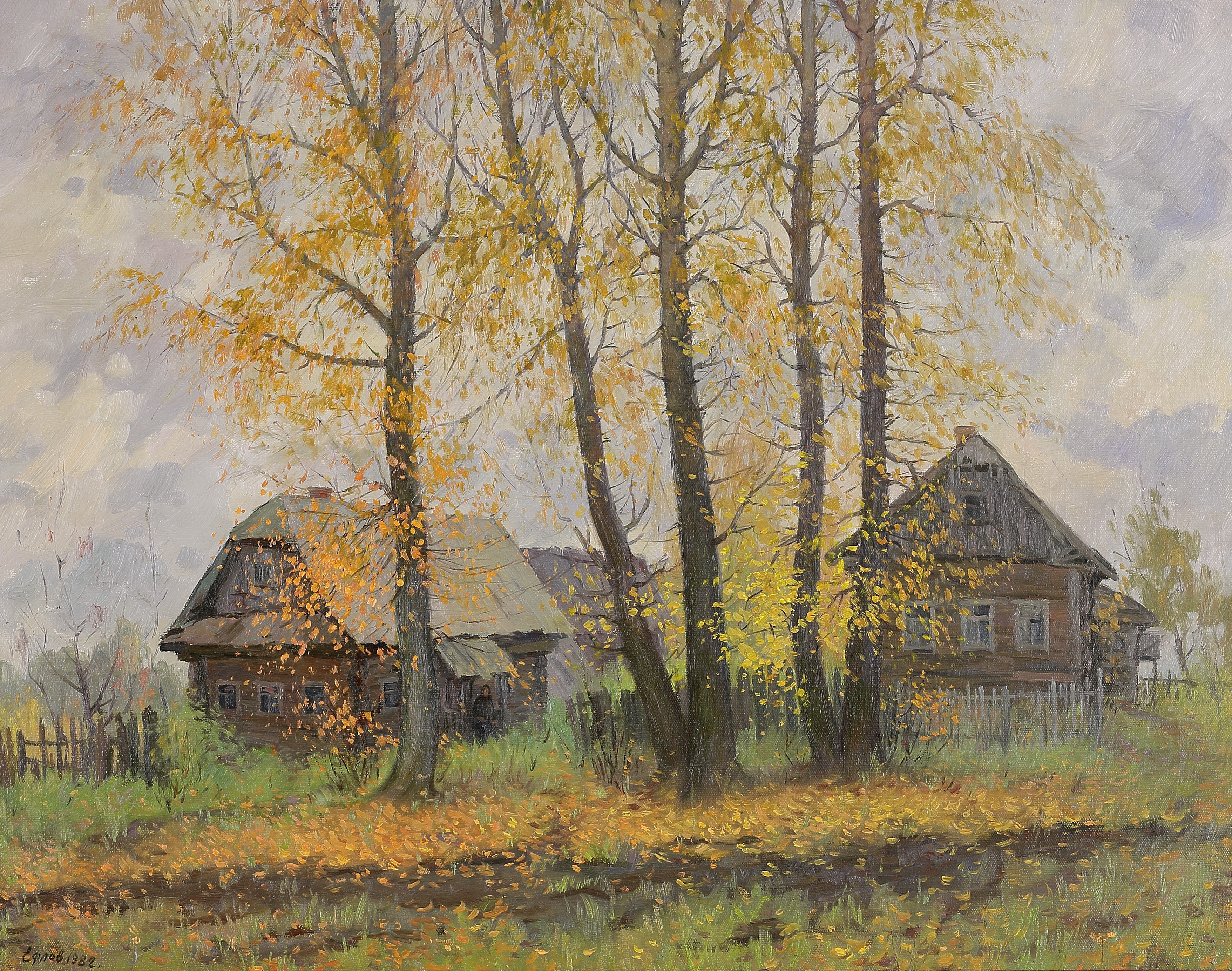
Malinconia autunnale, 1982
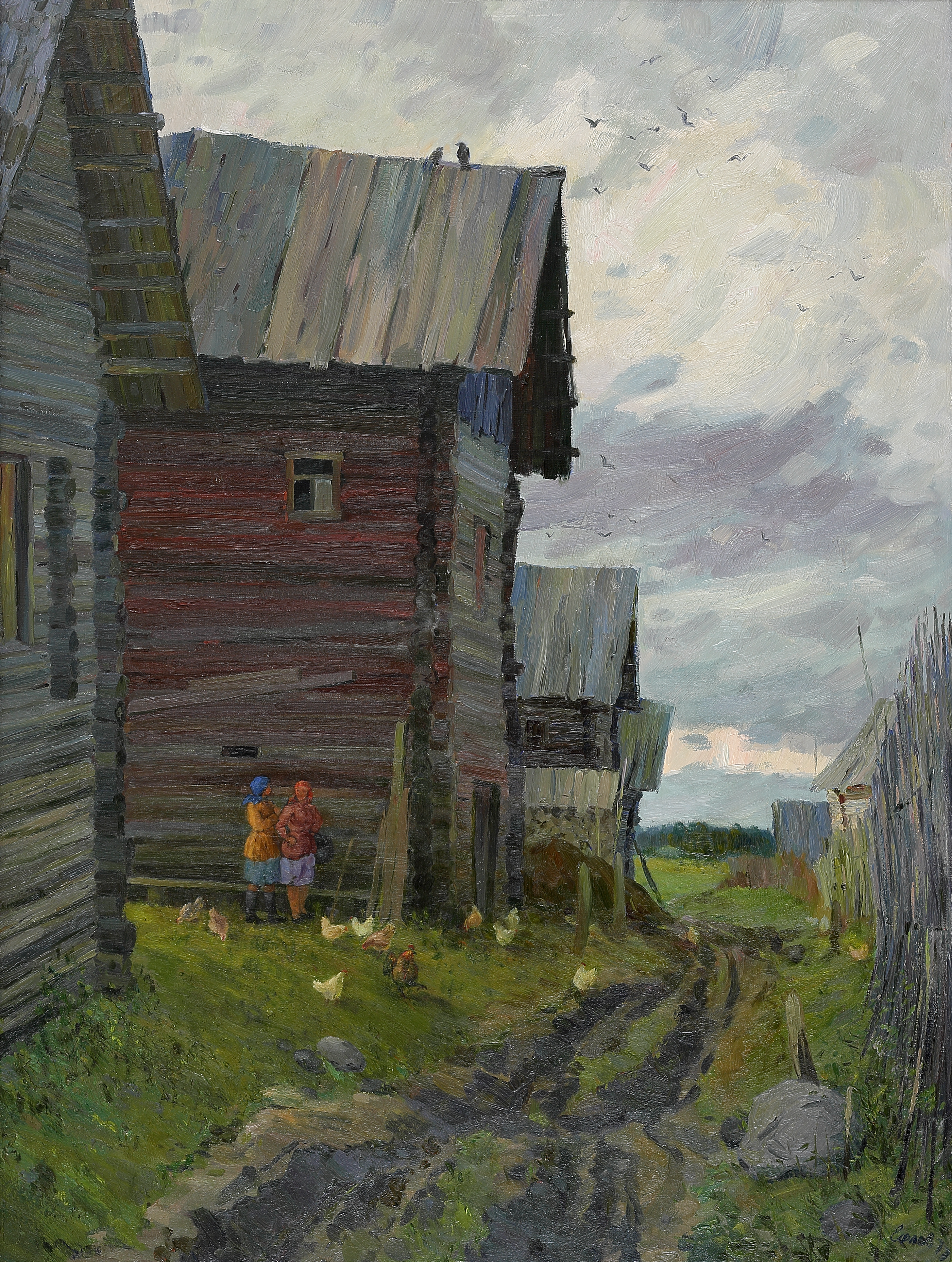
Ai margini del villaggio, 1986
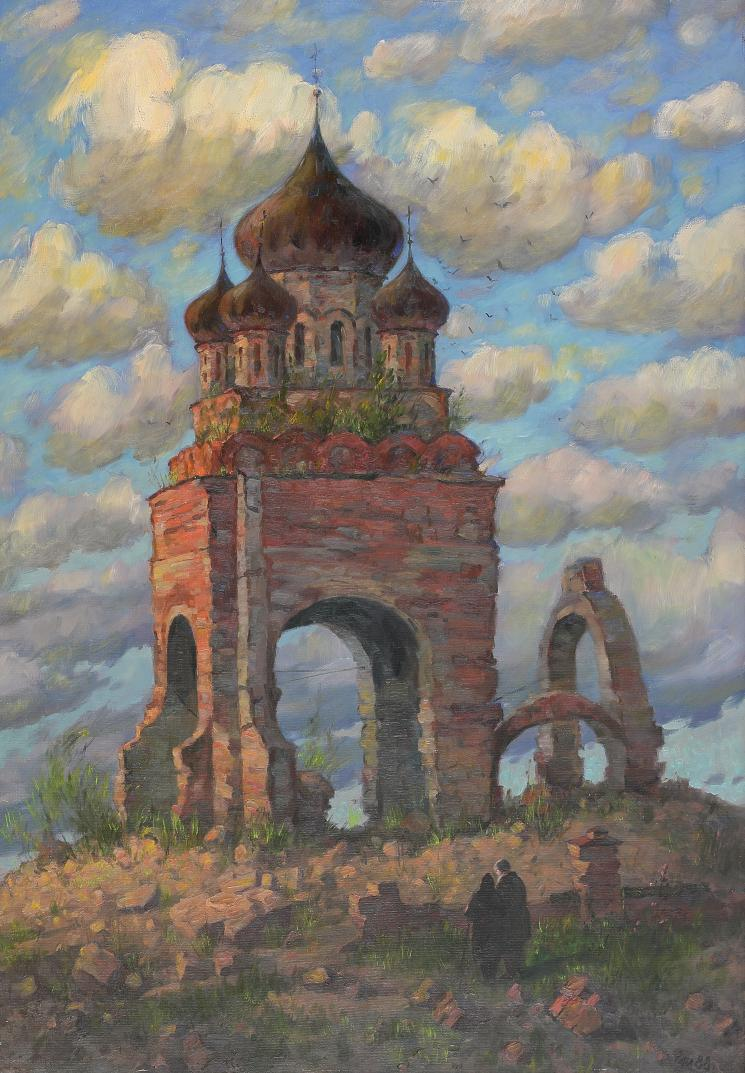
Sulle rovine di memoria, 1988
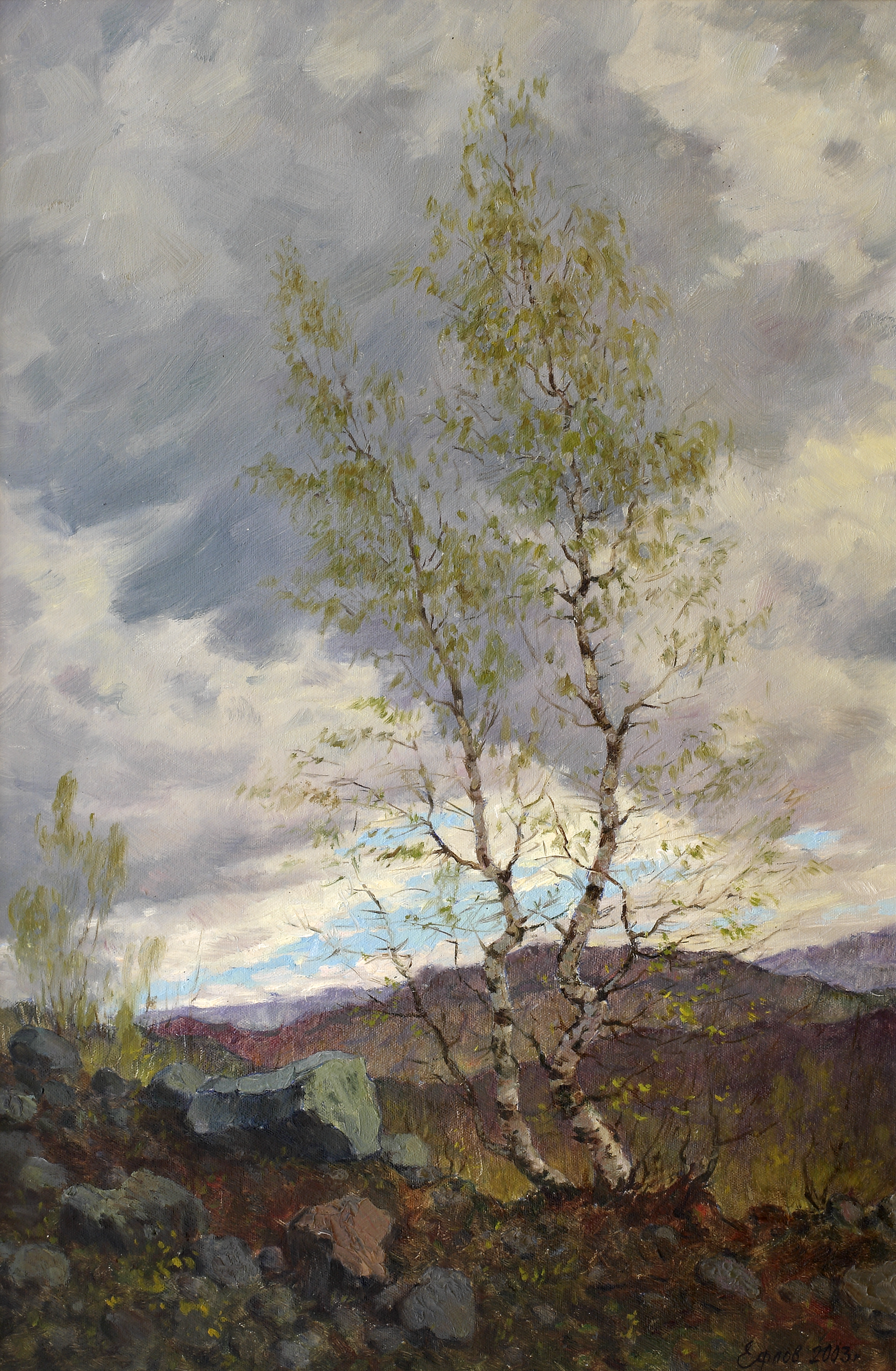
L'eternità e un giorno, 1993
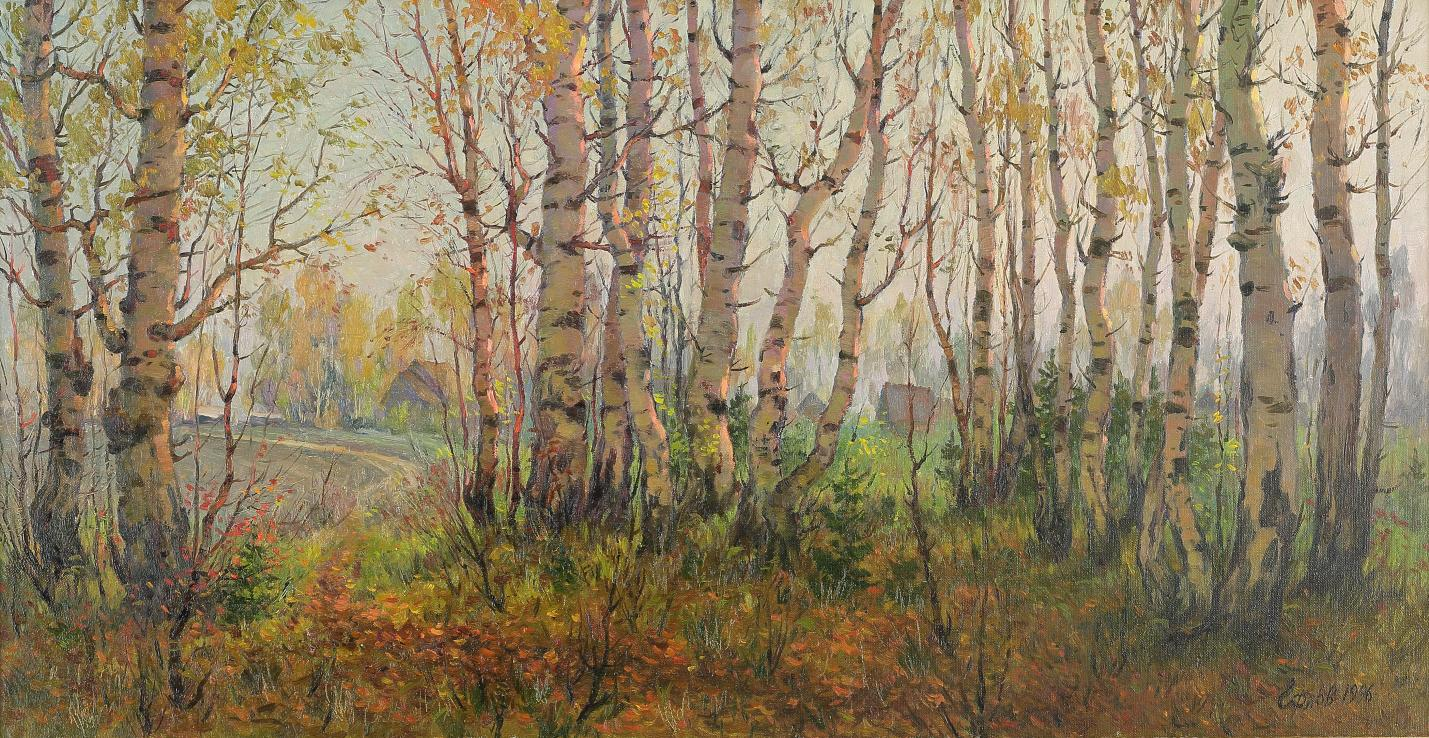
Simboli eterni di Russia, 1996
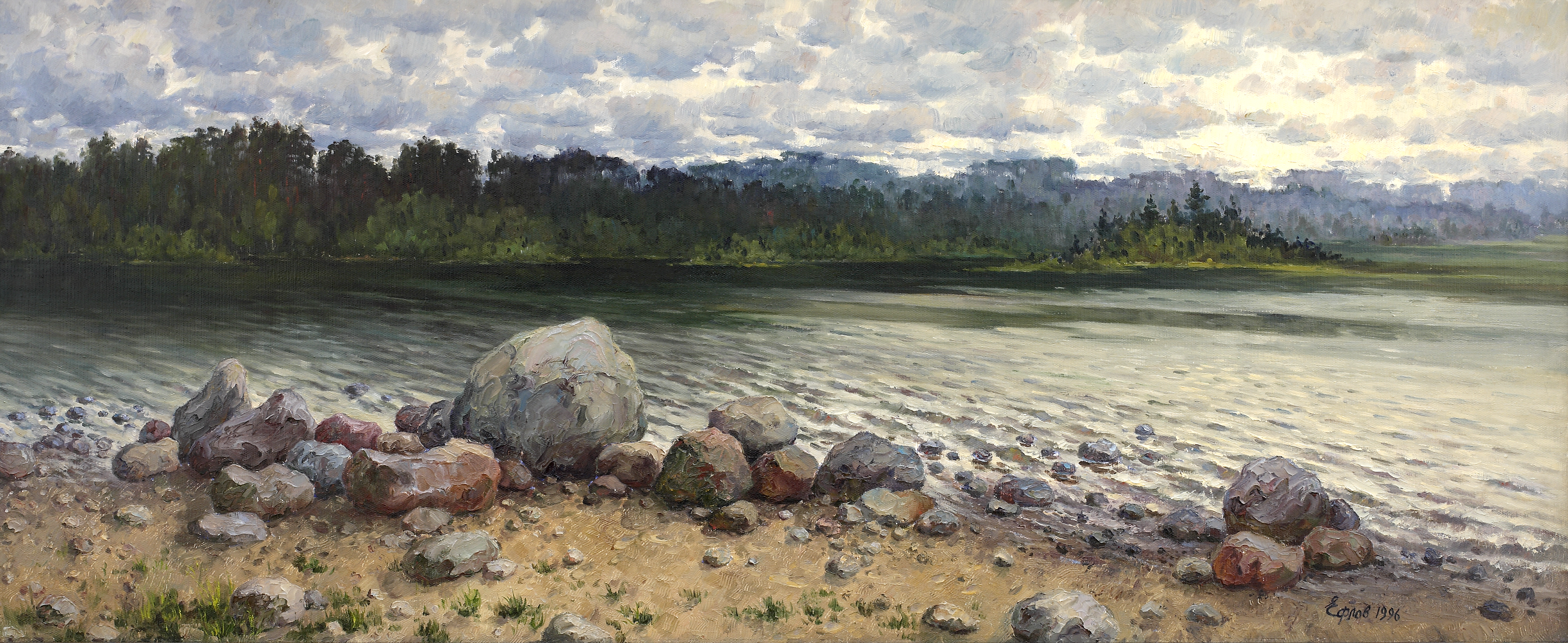
Pietre di Carelia, 1996
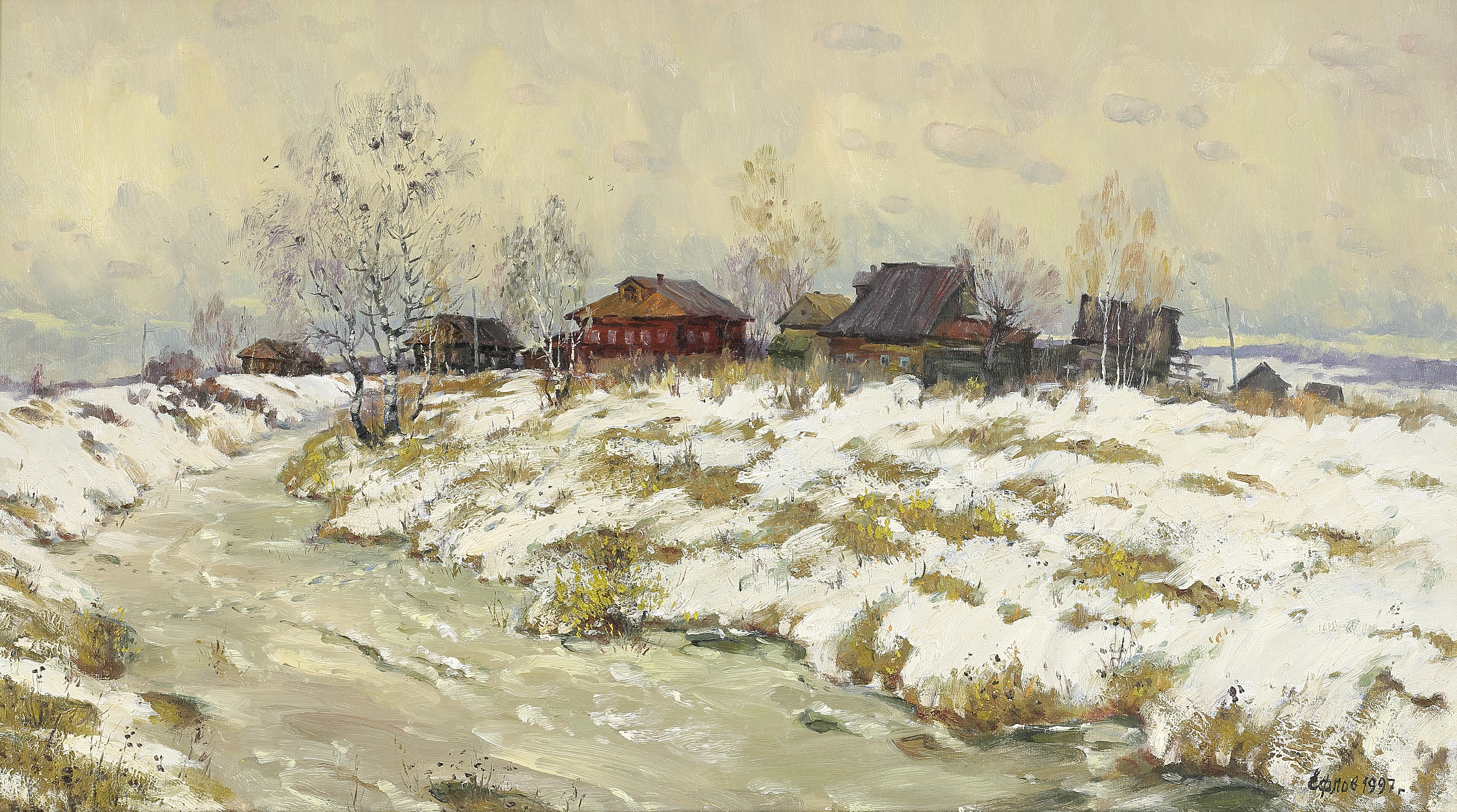
Villaggio Barki Pogost, 1997
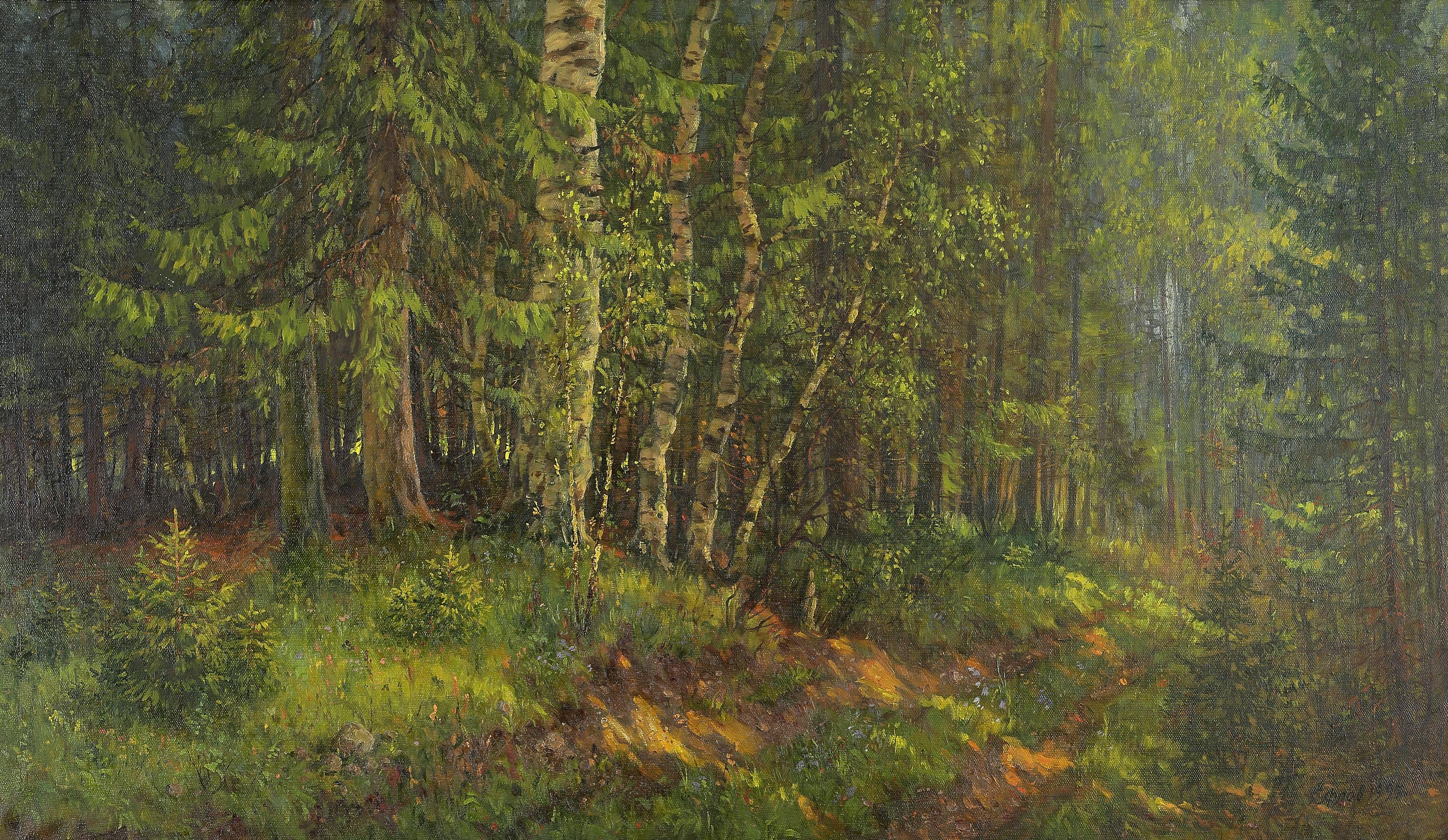
Via in bosco, 1997
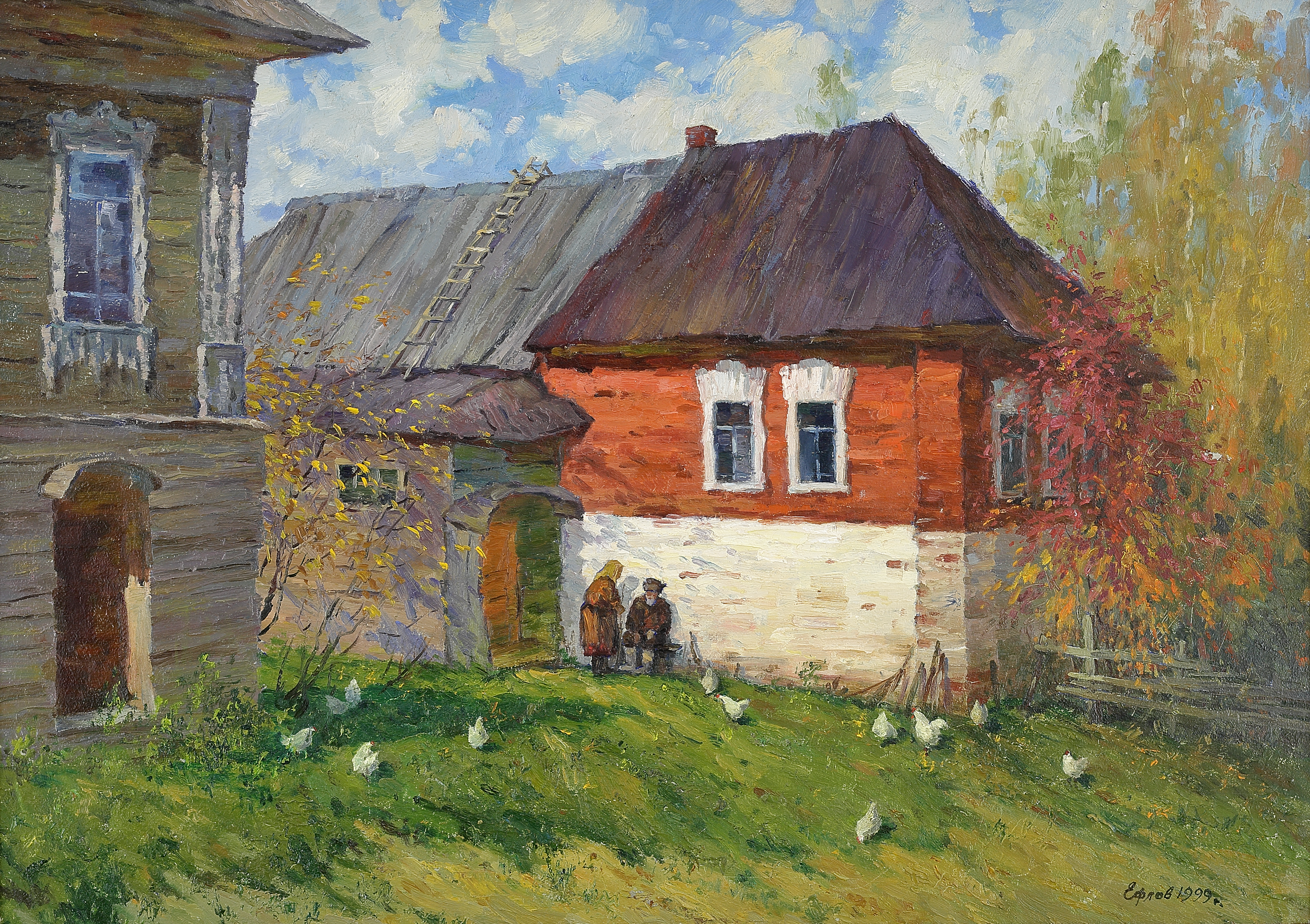
Appassimento, 1999
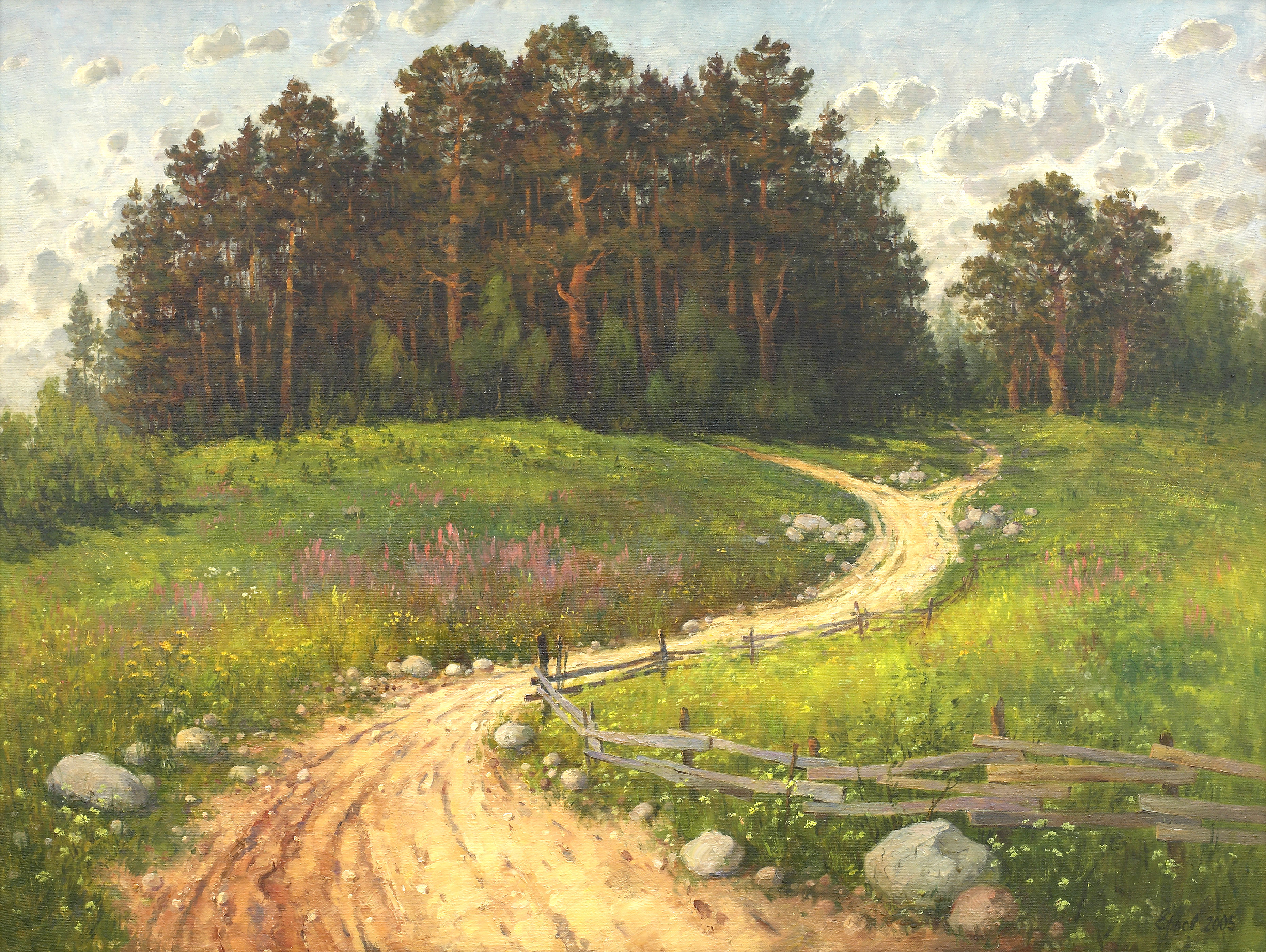
Carelia, 2004

## Attività espositiva
Tra il 1958 e il 2018 le opere di Boris Jeflov sono esposte alle numerose esposizioni. Negli ultimi anni la maggior parte di questi esposizioni erano le mostre personali. Le sue mostre principali sono:
- Arte sovietica, realismo socialista, 1945-1980. Barcellona,Museo d'Arte Moderna, Galleria Ynguanzo (1992)[5]
- Luce trasparente dell’acquarello. Kostroma, Galleria Perpetuum art (2006)[6]
- La mostra giubilare dedicata all’ottantennio del pittore. Kostroma, Museo dei Romanov (2007)
- L’esposizione Addio all’artista. Sala di mostra della Casa comunale (2013)
- La mostra di ritratti grafici e disegni. La sinagoga di Kostroma (2014)[7]
- Sulla strada in bosco.Museo regionale della natura di Kostroma (2016)
- La mostra dedicata al novantesimo compleanno del pittore La casa di Barbara. Kostroma, l’antica casa dell’assemblea dei nobili (2017)[2][8]
- La magia del Nord come la vede Boris Jeflov. Carelia, Sortavala (2017)[4]